# Glorianes
Glorianes település Franciaországban, Pyrénées-Orientales megyében. Lakosainak száma 16 fő (2022. január 1.). Glorianes Rodès, Boule-d’Amont, La Bastide, Baillestavy, Finestret, Joch és Rigarda községekkel határos.

## Földrajz

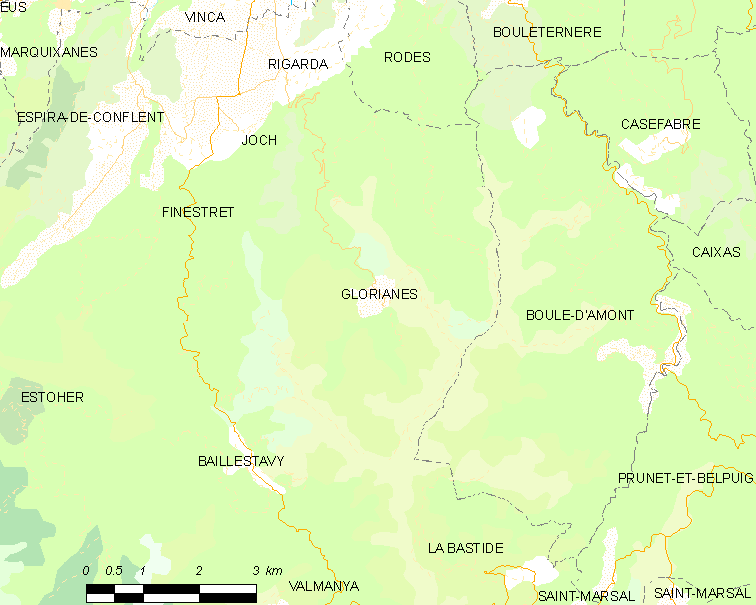
Glorianes és környéke

## Népesség
A település népességének változása:
| Lakosok száma | 19   | 23   | 25   | 25   | 25   | 25   | 22   | 19   | 16   |
|               | 2013 | 2015 | 2016 | 2017 | 2018 | 2019 | 2020 | 2021 | 2022 |